# Maria Ilieva
Maria Ilieva (Bulgaars: Мария Илиева) (Veliko Tarnovo, 1 december 1977) is een Bulgaarse zangeres, songwriter en producer. Bovendien was zij jurylid in de eerste drie seizoenen van de Bulgaarse versie van X-Factor.

## Discografie

### Albums
- Loenen san, 2001
- Stereo staja, 2002
- Idvam kam teb, 2006
- Tsjoevasj li me, 2008
- Truly, 2009
- I like, 2010
- Igrajno stilo, 2010
- S teb nautsjich kak, 2012
- Neka vali, 2016
- Tsjeren spisak, 2016
- Mi Amor, 2017
- Vsitsjko, 2018

### Singles
- Stereo Staya
- Nisjto
- All right
- Loenen San
- What does it take
- Idavam kam teb
- I Like

- International Standard Name Identifier: 0000 0003 7273 5869
- MusicBrainz: a546d6e1-bffd-4442-b251-384f574a3d93